# Deutscher Rugby-Verband
Der Deutsche Rugby-Verband e. V. (DRV) ist der Dachverband von 13 deutschen Landesverbänden, denen 137 Vereine angehören, die sowohl das klassische Rugby Union, die weltweit gesehen populärste Variante des Rugby, als auch das olympische 7er-Rugby betreiben. Der DRV wurde am 4. November 1900 in Kassel gegründet und hat heute seinen Sitz in Hannover. Seit dem Jahr 1988 vertritt er Deutschland beim Weltverband World Rugby und seit 1934 beim Kontinentalverband Rugby Europe. Zu den international größten Erfolgen des DRV zählen die Silbermedaille bei den Olympischen Sommerspielen 1900 sowie der Sieg der Europameisterschaft im 7er-Rugby 2019.

## Geschichte

### Geschichte des deutschen Rugbys vor der DRV-Gründung
Der englischen Stadt Rugby verdankte das Mannschaftsspiel mit dem eiförmigen Leder seinen Namen, denn William Webb Ellis, ein Schüler der dortigen Rugby School, soll, der Legende nach, im Jahr 1823 als erster auf die Idee gekommen sein, beim Fußballspiel den Ball unter die Arme zu nehmen und damit davonzulaufen. Hinzuzufügen ist jedoch, dass sich Fußball, der auch erst einige Jahrzehnte später auftritt, aus dem Rugbysport heraus entwickelt hat und nicht andersherum. Seit damals verbreitete sich das Spiel rasch, zunächst vor allem an den englischen Schulen und Universitäten, später auch in den Ländern des britischen Commonwealth, in Europa und Amerika. Die britische Sonderstellung im Rugby kommt darin zum Ausdruck, dass die Verbände von England, Wales, Schottland und Irland als sogenannte „Home Unions“ gemeinsam mit Südafrika, Neuseeland und Australien den International Rugby Football Board (gegründet 1890) bildeten und sich erst im Jahr 1999 mit der Fédération Internationale de Rugby Amateur (FIRA) zu einem gemeinsamen Weltverband zusammengeschlossen haben.
In Deutschland nahm im Jahr 1872 der Heidelberger Flaggenklub (heute Ruderklub) als erster Verein Rugby als Sportart auf; zwei Jahre später wurde das Spiel auch am Martino-Katharineum in Braunschweig eingeführt. Im Jahr 1878 wurde der erste deutsche Rugby-Verein (DFV Hannover 1878) gegründet.

### Gründung bis zum Ersten Weltkrieg
Mit der Gründung des ersten deutschen Rugby-Vereins erschien erstmals ein Aufruf zur Gründung eines Deutschen Rugby-Fußball-Verbandes, doch sollte es noch zwei Jahrzehnte dauern, bis 1898 in Heidelberg der erste deutsche Rugbytag stattfand und noch weitere zwei Jahre bis zur Gründung des Deutschen Rugby-Verbandes am 4. November 1900 in Kassel. Diese fand kurioserweise innerhalb des wenige Monate zuvor gegründeten Deutschen Fußball-Bundes statt, da die Vereine die einen gemeinsamen Verband befürworteten, sich bis dahin aber noch nicht durchgesetzt hatten, bereits dem DFB beigetreten waren, um die Einigung herbeizuführen. Zur damaligen Zeit waren die Grenzen zwischen Rugby Fußball und dem neueren Fußball nach den Regeln der englischen Football Association, dem Association Football, noch fließend. Zum ersten Vorsitzenden wurde Ferdinand Wilhelm Fricke, mehr als 20 Jahre nachdem er den DFV Hannover 1878 begründet hatte, gewählt. 1902 folgte ihm Edward Hill-Ullrich, Gründervater des Heidelberger Ruderklubs, zunächst für zwei Jahre und später nochmals von 1906 bis 1907. Weitere Vorsitzende waren in den ersten vier Jahrzehnte der Verbandsgeschichte: 1908 H. Behlert (Elite Hannover), 1909 H. Böhler (Elite Hannover), 1913 bis 1920 Baron von Reden-Pattensen (DFV Hannover 1878), 1921 bis 1923 Albert Wolters (DFV Hannover 1878), 1924 bis 1925 Paul Simon (Frankfurt 1880), 1926 Fritz Müller (Frankfurt 1880), 1927 bis 1931 wiederum Baron von Reden-Pattensen (DFV Hannover 1878) und 1931 bis 1947 Hermann Meister (Heidelberg). Die erste deutsche Meisterschaft gewann 1909 in Stuttgart der Fußballverein 1897 (Hannover) mit 6:3 gegen den FV Stuttgart, dem heutigen VfB Stuttgart, worin sich wieder die enge Verbindung zwischen Fußball und Rugby zeigte, die erst durch die (oft nicht bestehende) Anwendung strikter Regeln für den Fußball, so z. B. das Weglassen der Hand, voneinander abgegrenzt werden konnten. Im gleichen Jahr wurde auch der Süddeutsche Rugby-Verband gegründet.

### Der DRV während der beiden Weltkriege
Nach der Zwangspause durch den Ersten Weltkrieg – von 1915 bis 1919 wurden auch keine Endspiele um die deutsche Meisterschaft ausgetragen – wurde im Februar 1920 wieder ein Deutscher Rugbytag in Hannover durchgeführt. Am ersten September dieses Jahres erschien zum ersten Male die „Deutsche Rugby-Zeitung“. 1927, im Todesjahr des Vorkämpfers des hannoverschen Rugbysports und ersten DRV-Präsidenten F.W. Fricke, wurde erstmals eine Nationalmannschaft aufgestellt. Die deutsche Mannschaft bestritt ihr erstes Länderspiel am 17. April in Paris gegen Frankreich und verlor klar mit 5:30, doch schon vier Wochen später wurden die Franzosen bei der Revanche in Frankfurt überraschend mit 17:16 geschlagen.

### Nachkriegszeit und Neugründung
Vom französischen und deutschen Verband gingen auch die wesentlichen Vorarbeiten für die Gründung des internationalen Verbandes FIRA aus, der allerdings ohne die britischen Verbände 1935 in Rom aus der Taufe gehoben wurde. Doch im Gegensatz zum Fußball und anders als in den britischen Ländern und Frankreich, blieb Rugby in Deutschland wenig verbreitet. Günstige Entwicklungen in den dreißiger Jahren wurden durch den Zweiten Weltkrieg unterbrochen und gestoppt.
Nach dem Zusammenbruch des Dritten Reiches wurde am 14. Mai 1950 der Deutsche Rugby-Verband wiederbegründet. Die alten Hochburgen Hannover und Heidelberg entwickelten sich wieder am schnellsten und sind neben Berlin auch heute noch die Zentren dieses Rasenspieles. Die erste Nachkriegsmeisterschaft gewann 1948 der TSV Victoria Linden mit 30:0 gegen den Berliner SV 92. Auch in den Folgejahren fielen die meisten Titel an die traditionsreichen Vereine der niedersächsischen Landeshauptstadt.

### Der DRV im wiedervereinigten Deutschland
Mit der Vereinigung der Bundesrepublik und der ehemaligen DDR fand 1990 auch der Zusammenschluss des Deutschen Rugby-Sportverbandes (DRSV) und des Deutschen Rugby-Verbandes statt. Somit schlossen sich die ehemaligen DDR-Rugbyvereine dem Deutschen Rugby-Verband an.

### Seit 2000
In den Jahren 2010 und 2011 wurde der Verband fast zahlungsunfähig. Dies lag hauptsächlich am Rückzug des langjährigen Sponsors Hans-Peter Wild. Für das Jahr 2010 blieben Fördergelder des Bundesministeriums des Inneren (BMI) in Höhe von 126.000 Euro aus. Denn das BMI sprach dem DRV die Förderungswürdigkeit ab, da der Verband nicht über genügend finanzielle Eigenmittel verfüge. So konnte ein finanzielles Minus in Höhe von 38.000 Euro im Jahr 2008 ein Jahr später nicht ausgeglichen werden. Das BMI hatte somit Sorge, dass der DRV die Fördergelder zum Schuldenabbau zweckentfremde. Ende 2011 kam die erlösende Nachricht. Das BMI erachtet den Verband wieder als förderwürdig.
2012 fand eine umfangreiche Ligareform statt. Im Rahmen dieser Reform wurden die 1. und 2. Bundesliga in Regionale Bundesligen aufgeteilt. So gibt es seit der Saison 2012/2013 jeweils für Nord/Ost/Süd/West unterschiedliche Erst- und Zweitligen. Viele ehemalige Regionalligisten stiegen damit auf dem „Grünen Tisch“ in die Bundesliga auf. Zusätzlich wurden die Meisterrunde, der DRV-Pokal und der Ligapokal eingeführt, der den Auf- und Abstieg regelt. Bereits acht Monate nach der Umsetzung der ersten Phase der Ligareform kam Kritiken auf, die zum Teil die Rückkehr zum alten System forderten. Damit wird eine Debatte angefacht, die zu einer regen Diskussion auf dem Deutschen Ruby-Tag 2013 führen wird.
Am 6. Juli 2013 wurde Ian Rawcliffe zum neuen Präsidenten gewählt. Im Juni 2014 startete das Unity Project zwischen dem DRV und dem Englischen Rugby-Verband. Das Unity Project wurde Anfang 2014 aufgelegt, um im Vorfeld des Rugby World Cups insgesamt 17 Nationen Impulse auch über 2015 hinaus zu geben. Dabei werden immer zwei englische counties („constituent bodies“) mit einem Zielland zusammengebracht. Sie geben dann über drei Jahre hinweg ihre Erfahrungen und Ideen weiter, um verschiedene Aspekte des Rugbysports voranzubringen: etwa Trainer- und Schiedsrichterausbildung, Schulprojekte oder auch effiziente Strukturen auf Club- und Verbandsebene.
Im Jahr 2014 zeigten die Marketing-Aktivitäten der wieder aktiven Deutsche Rugby-Marketing GmbH (DRM) erste Erfolge. Denn der Deutsche Rugby-Verband (DRV) und die französische Modefirma „Camberabero“ haben einen Ausrüstervertrag geschlossen, dessen zweijährige Laufzeit ab dem 1. Januar 2015 beginnt. Damit arbeitet der DRV mit einem der legendärsten Namen im französischen Rugby zusammen. Denn das Unternehmen gehört der Familie Camberabero – einer Rugby-Dynastie in vierter Generation in unserem Nachbarland. Der Ruf der Familie Camberabero begründet sich auf den Grand-Slam-Sieg 1968 gegen England, Irland, Wales und Schottland bei den damaligen Five Nations.
Weiterhin ist die WILD Rugby Academy (WRA) mit Sitz in Heidelberg seit September 2014 offizieller Premium-Sponsor der Herrennationalmannschaften im 15er- und 7er-Rugby des Deutschen Rugby-Verbandes (DRV). In den vergangenen Jahren hat die WRA maßgeblich zur positiven Entwicklung des Rugby-Sports in Deutschland beigetragen und geht in der Zusammenarbeit mit dem DRV nun den nächsten Schritt, den Kampf um das ovale Leder hierzulande noch bekannter und erfolgreicher zu machen. Die mit Wirkung vom 1. September 2014 unterzeichnete Vereinbarung zwischen der WILD Rugby Academy mit dem in Hannover ansässigen Deutschen Rugby-Verband über das Sponsoring der Nationalmannschaften läuft über einen Zeitraum von drei Jahren. Als Hauptsponsor wird die WRA exklusiv auf der Spiel- und Trainingsausrüstung beider Mannschaften präsent sein. Zudem unterstützt die Academy die beiden Nationalmannschaften finanziell und organisatorisch. Seit dem Rückzug von Hans-Peter Wild hat auch die WRA ihre Aktivitäten eingestellt.

### Der Weg der WM-Qualifikation und zur Europameisterschaft
Vor wenigen Monaten hatte keiner damit gerechnet, dass Deutschland Chancen für eine WM-Qualifikation hat. Möglich wurde dies, weil der Weltverband World Rugby Belgien, Rumänien und Spanien zurückstufte. Deren Verbände hatten in der Qualifikation angeblich nicht gemeldete Spieler eingesetzt.
Im Repechage-Turnier in Marseille mit den Teams aus Deutschland, Kanada, Hong Kong und Kenia wird das letzte WM-Ticket ausgespielt. Im ersten Spiel gewann das Team um Kapitän Michael Poppmeier gegen Hong Kong dank einer starken zweiten Halbzeit klar mit 26:9 (6:6). In ihrem zweiten Spiel gegen den großen Favoriten Kanada unterlag die DRV-Auswahl mit 10:29 (7:10). Damit hat das deutsche Team keine Chancen mehr, die WM-Endrunde in Japan zu erreichen.
Deutschland wurde 2019 zum ersten Mal Europameister im olympischen 7er-Rugby. Mit dem Turniersieg beim zweiten Turnier der Rugby Europe Grand Prix Series (GPS) im polnischen Lodz sicherte sich das Nationalteam der Männer um Bundestrainer Vuyo Zangqa nicht nur die Krone Europas, sondern erspielte sich damit zudem erneut das Ticket für die Hong Kong Sevens, wo man einen weiteren Anlauf auf einen Platz in der Sevens World Series unternehmen wird. Dazu wird die deutsche Auswahl in der kommenden Saison als Einladungsteam an den beiden Weltserien-Turnieren in Paris und London teilnehmen.

## Wettbewerbe

### Nationale Wettbewerbe
Nationale Wettbewerbe im Rahmen der 1. und 2. Bundesliga
Folgende Nationale Wettbewerbe werden unter dem Dach des DRV ausgetragen:
- Deutsche Rugby-Meisterschaft: Wird von den 16 Mannschaften in der 1. Bundesliga ausgespielt
- DRV-Pokal: Wurde im KO-System unter den Bundesligisten ausgespielt
- Liga-Pokal: Wurde unter den nicht qualifizierte Bundesligisten der DRV-Pokal-Hauptrunde ausgespielt

Landesverbandsmeisterschaft
Im Jahr 2013 wurden erstmals seit Jahren wieder Landesverbandsmeisterschaften ausgetragen. Zu diesem Turnier im olympischen 7er-Rugby messen sich die einzelnen Landesverbände des Deutschen Rugby-Verbandes.

### Internationale Wettbewerbe
Olympische Spiele
Bereits an den II. Olympischen Spielen, die im Jahr 1900 zusammen mit der Weltausstellung in Paris stattfanden, nahm „Deutschland“ im Rugby-Union-Wettbewerb teil, der bis 1924 olympische Sportart war. Anstelle einer Nationalmannschaft, die es noch nicht gab, spielte der SC Frankfurt 1880 für das Kaiserreich. Seit das 7er-Rugby erstmals 2016 zum Programm der Olympischen Spiele gehörte, trat die deutsche 7er-Rugby-Nationalmannschaft in den Qualifikationsspielen an.
Rugby-Union-Weltmeisterschaft
Im November 1988 wurde der DRV als 38. von inzwischen 95 Nationalverbänden in den International Rugby Board aufgenommen, so dass Deutschland 1989 an der Qualifikation zur Rugby-Union-Weltmeisterschaft (für 1991) teilnehmen konnte, allerdings konnte sich die Mannschaft noch nie qualifizieren. 2014 erreichte die Mannschaft die Playoffs der 6. Runde in der Qualifikation zur Rugby-Union-Weltmeisterschaft 2015.

## Organisation und Struktur
Der Deutsche Rugby-Verband besteht aus 13 Landesverbänden, 125 Vereinen und 13.542 Mitgliedern (Stand: 2015). Höchstes Gremium ist der Deutsche Rugby-Tag, der mindestens einmal jährlich zusammentritt. Dabei entsenden nicht nur die Landesverbände, sondern auch die Vereine Delegierte. Die Hauptaufgaben des Deutschen Rugby-Tages liegen bei der Wahl des Präsidiums und der Beratung der Anträge.

### Mitglieder
Mitglieder des DRV sind die 13 Landesverbände und verschiedene Vereine in Deutschland. Anders als in anderen Sportarten sind die regionalen Vereine nicht automatisch über ihren Landesverband Mitglied im DRV. So kann es vorkommen, dass ein Verein Mitglied im DRV und eines Landesverbandes ist. Im Rahmen einer Strukturkommission, die auf dem DRT 2012 beschlossen wurde, soll u. a. diese Doppelmitgliedschaft überdacht werden.

#### Mitgliederzahlen
- 2005: 8.743 Mitglieder
- 2006: 9.396 Mitglieder
- 2007: 9.693 Mitglieder
- 2008: 10.200 Mitglieder
- 2009: 11.084 Mitglieder
- 2010: 11.656 Mitglieder
- 2011: 12.227 Mitglieder
- 2012: 12.936 Mitglieder
- 2013: 13.852 Mitglieder in 122 Vereinen
- 2014: 13.985 Mitglieder in 125 Vereinen
- 2015: 13.542 Mitglieder in 125 Vereinen
- 2016: 14.304 Mitglieder in 124 Vereinen
- 2017: 15.311 Mitglieder in 123 Vereinen
- 2021: 15.279 Mitglieder in 133 Vereinen
- 2022: 16.352 Mitglieder in 137 Vereinen[1]

### Landesverbände

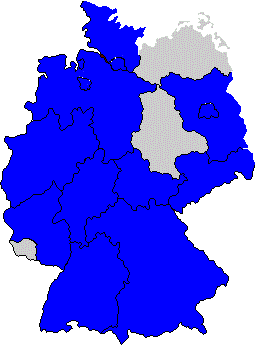
Die 13 Landesverbände des DRV (blau).

Im Deutschen Rugby-Verband existieren derzeit 13 Landesverbände:
1. Rugby-Verband Baden-Württemberg
2. Rugby-Verband Bayern
3. Berliner Rugby-Verband
4. Rugby-Verband Brandenburg
5. Rugby-Verband Bremen
6. Hamburger Rugby-Verband
7. Rugby-Verband Hessen
8. Rugby-Verband Niedersachsen
9. Rugby-Verband Nordrhein-Westfalen
10. Rugby-Verband Rheinland-Pfalz
11. Rugby-Verband Sachsen
12. Rugby-Verband Schleswig-Holstein
13. Rugby-Verband Thüringen

Vereine in Gebieten, wo es keinen Landesverband gibt, sind meist Mitglied im Nachbarverband.

### Unterorganisationen
Weiterhin gibt es folgende Unterorganisationen:
- Deutsche Rugby-Jugend (DRJ, seit 1967): Verantwortlich für die Jugend und das Schulrugby sowie die U16/U18-Nationalmannschaften.
- Schiedsrichtervereinigung (SDRV, seit 1996): Verantwortlich für das Schiedsrichterwesen im Verband.
- Deutsche Rugby-Frauen (DRF, seit 2003): Verantwortlich für Frauen- und Mädchen-Rugby und die Frauennationalmannschaften.

### Gremien bzw. Ausschüsse des DRV
- Schulrugby-Kommission
- Spielbetrieb
- Schiedsgericht
- Sportgericht
- Anti-Doping-Ausschuss
- Erich-Kraft-Stiftung (rechtlich unselbständig; Gesellschafterin der Deutsche Rugby-Marketing GmbH)

### Präsidenten des DRV
- 1900–1901: Ferdinand Wilhelm Fricke (DSV Hannover 1878)
- 1902–1903: Edward Hill Ullrich (Heidelberger RK)
- 1904–1905: Ferdinand Wilhelm Fricke (DSV Hannover 1878)
- 1906–1907: Edward Hill Ullrich (Heidelberger RK)
- 1908–1909: Hermann Behlert (SV Elite Hannover)
- 1909–1913: Robert Müller (SC Merkur Hannover)
- 1913–1920: Ottomar Baron von Reden-Pattensen (DSV Hannover 1878)
- 1920–1923: Albert Wolters (DSV von 1878 Hannover)
- 1923–1924: Paul Simon (TV 1860 Frankfurt)
- 1924–1925: Theodor Freud (BFC Preussen)
- 1925–1927: Fritz Müller (SC 1880 Frankfurt)
- 1927–1931: Ottomar Baron von Reden-Pattensen (DSV Hannover 1878)
- 1931–1947: Hermann Meister (RG Heidelberg)
- 1947–1949: Paul Schrader (SV Odin Hannover)
- 1949–1951: Willi Abel (FV 1897 Linden)
- 1951–1956: Fritz Bösche (TSV Victoria Linden)
- 1956–1974: Heinz Reinhold (SV 1908 Ricklingen)
- 1974–1985: Hans Baumgärtner (SC Neuenheim 02)
- 1985–1991: Willi Eckert (NTV 09 Hannover)
- 1991–1996: Theodor Frucht (TSV Victoria Linden)
- 1996–2004: Ian R. Rawcliffe (BSC 99 Offenbach)
- 2004–2005: Bernd Leifheit (SV 1908 Ricklingen)
- 2005–2011: Claus-Peter Bach (SC Neuenheim 02)
- 2011–2013: Ralph Götz (SC Neuenheim 02)
- 2013–2015: Ian Rawcliffe (BSC 99 Offenbach)
- 2015–2018: Klaus Blank
- 2018–2019: Robin J. Stalker
- 2019–2024: Harald Hees (RK Heusenstamm)
- seit 2024: Michael Schnellbach (Heidelberger TV)

## Mitgliedschaften
Der DRV ist Mitglied:
- der Weltorganisation World Rugby seit 1988 (früher IRB),
- des europäischen Kontinentalverbandes Rugby Europe (früher FIRA-AER) und Gründungsmitglied 1934,
- des Deutschen Olympischen Sportbundes

## Logo
Das Logo des Deutschen Rugby-Verbandes zeigt das Wort Rugby mit dem Schriftzug Deutscher Rugby Verband unter den Nationalfarben Schwarz-Rot-Gold, mit der Abkürzung DRV links daneben in einem stilisierten Rugbyball. Der Spitzname der Männernationalmannschaft lautet „Schwarze Adler“, abgeleitet vom Bundeswappen Deutschlands.